# Notogrammitis ciliata
Notogrammitis ciliata är en stensöteväxtart som först beskrevs av Col., och fick sitt nu gällande namn av Barbara S. Parris. Notogrammitis ciliata ingår i släktet Notogrammitis och familjen Polypodiaceae. Inga underarter finns listade.